# Curyšská opera
Curyšská opera (německy: Opernhaus Zürich) je operní dům ve švýcarském Curychu. Stojí na náměstí Sechseläutenplatz. Krom curyšského operního souboru je domovem též curyšského baletu a činoherního souboru Bernhard-Theater Zürich. Poté co roku 1890 vyhořelo první curyšské operní divadlo Aktientheater, byla postavena o rok později současná budova a začala fungovat pod názvem Stadttheater Zürich. Stala se prvním operním domem v Evropě s elektrickým osvětlením. Architektonický návrh připravila vídeňská firma Fellner a Helmer, architektů Ferdinanda a Hermanna Helmera. Od roku 1964 nese scéna současný název. V reakci na kombinaci vysokých dotací pro operu a nedostatek kulturních programů pro mládež v Curychu se v květnu 1980 konaly velké protesty levicové mládeže známé jako Opernhauskrawalle (Operní nepokoje) nebo Züri brännt (Curych v plamenech). Od roku 1995 je opera organizací Curyšského kantonu.